# Lotte Lenya

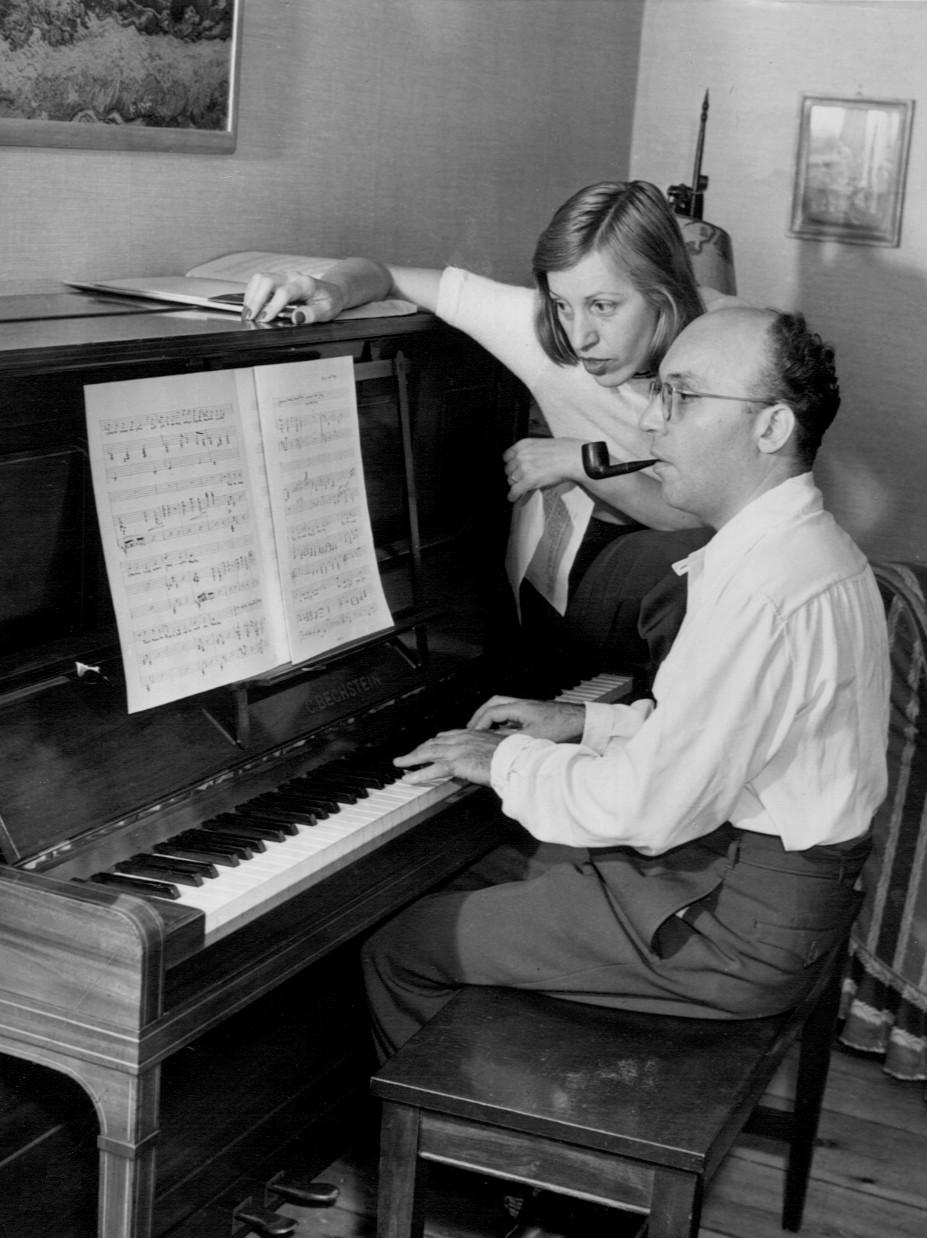
Lotte Lenya junto a su marido Kurt Weill (1942)

Lotte Lenya (o Lotte Lenja), registrada al nacer como Karoline Wilhelmine Charlotte Blamauer (distrito de Penzing, Viena; 18 de octubre de 1898 - Nueva York, 27 de noviembre de 1981) fue una actriz y cantante austríaca nacionalizada estadounidense, nominada al Óscar a la mejor actriz de reparto y al Globo de Oro en la misma categoría por La primavera romana de la Sra. Stone. Fue una de las figuras más importantes del Berlín de preguerra y en su exilio norteamericano del espectáculo estadounidense. 
Es más reconocible como la coronel Rosa Kleb, una villana estructurada de SPECTRE en el film Desde Rusia con amor (1963).

## Europa

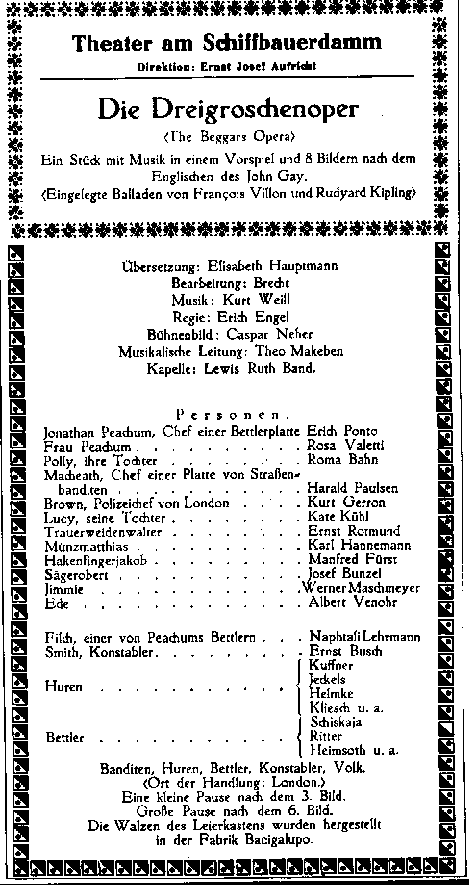
Notas del programa del estreno de la Ópera de los Tres Céntimos de Brecht/Weill, Theater am Schiffbauerdamm, Berlín, 31 de agosto de 1928. El nombre de Lotte Lenya, quien interpretó un papel principal, se omitió por error.

Trabajó como bailarina y actriz en Zúrich mudándose luego al efervescente Berlín de la República de Weimar, entonces uno de los centros culturales más dinámicos de Europa. 
Contrajo matrimonio con el compositor Kurt Weill en 1926 y comenzó a participar en los dramas musicales de su esposo y de su colaborador Bertolt Brecht, tal como Aufstieg und Fall der Stadt Mahagonny de 1927 y Die Dreigroschenoper de 1928. Lenya fue la musa de Weill conformando un dúo legendario.
La pareja huyó de la Alemania Nazi hacia París, donde ella cantó en Los siete pecados capitales (Die sieben Todsünden) en 1933.

## Estados Unidos
Se establecieron en la ciudad de Nueva York en 1935 y Lenya hizo su debut en Der Weg der Verheißung de 1937. 
Después de la muerte de Weill, participa en el reestreno de La ópera de tres centavos (Die Dreigroschenoper) actuando luego en Brecht on Brecht de 1962, Madre Coraje (Mutter Courage und ihre Kinde) de 1965 y como Fraulein Schneider en el original Cabaret de 1966, así como también en varios filmes como Desde Rusia con amor (donde fue premiada).

## Síntesis
No descollaba por su aspecto muy poco agraciado, un tanto andrógino y reminiscente; pero suplía con facilidad con grandes habilidades interpretativas, vocales y su gran histrionismo. 
Fue la musa inspiradora del compositor Kurt Weill, su marido, quien la definió así: Es pésima ama de casa pero excelente actriz, no sabe leer música pero cuando canta, el público la escucha como si estuviese oyendo a Enrico Caruso.[cita requerida]
Sus versiones de las canciones de Weill son consideradas definitivas, Lenya era una cantante intuitiva, poseía un timbre de voz muy particular, aunque desafinada su particular fraseo e intención la convirtieron en una especie de Édith Piaf alemana. 
Lenya inmortalizó canciones como Mack the Knife, Oh Moon of Alabama, Surabaya Johnny y otras. Continúa siendo el símbolo berlinés por excelencia y el referente para cantantes de la época como Greta Keller, Gisela May, Hildegard Knef y Marlene Dietrich.
Su estilo ha sido imitado por cantantes de hoy como Ute Lemper y la soprano Teresa Stratas, quien grabó las últimas canciones inéditas de Weill a pedido de Lenya.

## Discografía de referencia
- Lotte Lenya Sings Kurt Weill's The Seven Deadly Sins.
- Lotte Lenya Sings American & Berlin Theater Songs of Kurt Weill.
- Lotte Lenya/Gisela May - Theater Songs of Brecht & Weill DVD.
- Lotte Lenya Sings Kurt Weill - Levine, Lenya, Armstrong.
- Weill: The Threepenny Opera, Wilhelm Bruckner-Ruggeberg.
- Weill: Aufstieg Und Fall Der Stadt Mahagonny, Wilhelm Bruckner-Ruggeberg.

## Filmografía
- La ópera de los tres centavos (1931) - Jenny Diver.
- The Roman Spring of Mrs. Stone (1965) - Condesa.
- Desde Rusia con amor (1963) - Rosa Klebb.
- The Appointment (1969) - Emma Valadier.
- Semi-Tough (1977) - Clara Pelf.
- Übungstücke für Schauspieler (1964).
- Mutter Courage und ihre Kinder (1965) - Madre Coraje.
- Ten Blocks on the Camino Real (1966) - La Gitana.
- Mahagonny (1980).
- Interregnum (1960) - Narradora.

## Premios y distinciones
Premios Óscar
| Año  | Categoría               | Película                               | Resultado |
| ---- | ----------------------- | -------------------------------------- | --------- |
| 1962 | Mejor actriz de reparto | La primavera romana de la señora Stone | Nominada  |